# 塔爾努夫縣

50°2′N 21°0′E / 50.033°N 21.000°E
塔爾努夫縣（波蘭語：Powiat tarnowski），是波蘭的縣份，位於該國東南部，由小波蘭省負責管轄，首府設於塔爾努夫，面積1,413平方公里，2006年人口193,549，人口密度每平方公里140人。